# Stan Efferding
Stan Efferding (ur. 6 listopada 1967 w Portland w stanie Oregon, USA) − profesjonalny amerykański kulturysta, członek federacji IFBB (International Federation of BodyBuilders), a także trójboista siłowy.

## Biogram
Absolwent Cambria Heights High School w miejscowości Patton (stan Pensylwania) i Uniwersytetu Oregońskiego, gdzie studiował psychologię.
Kulturystyką zajmuje się nieprzerwanie od roku 1988. Pierwszy istotny sukces odniósł już w 1991, gdy zdobył tytuł Mr. Oregon federacji NPC (National Physique Committee).

## Osiągi kulturystyczne (wybór)
- 1991: NPC Mr. Oregon, I m-ce
- 1992: NPC Jr USA, VI m-ce
- 1996: NPC Emerald Cup, II m-ce
- 1997: NPC Emerald Cup, II m-ce
- 2006: NPC Emerald Cup, I m-ce w kategorii wagowej superciężkiej
- 2008: NPC Emerald Cup, I m-ce w kat. wag. ciężkiej, jak i zwycięstwo w ogóle
- 2009: NPC Masters, Teen & Collegiate National Championship, I m-ce w kat. wag. superciężkiej, jak i zwycięstwo w ogóle